# William de Wiveleslie Abney

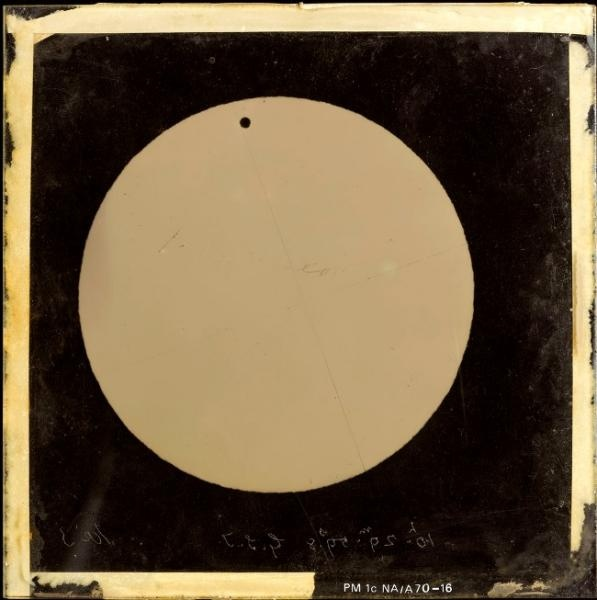
Tranzit Venuše přes Slunce, 1874, Luxor

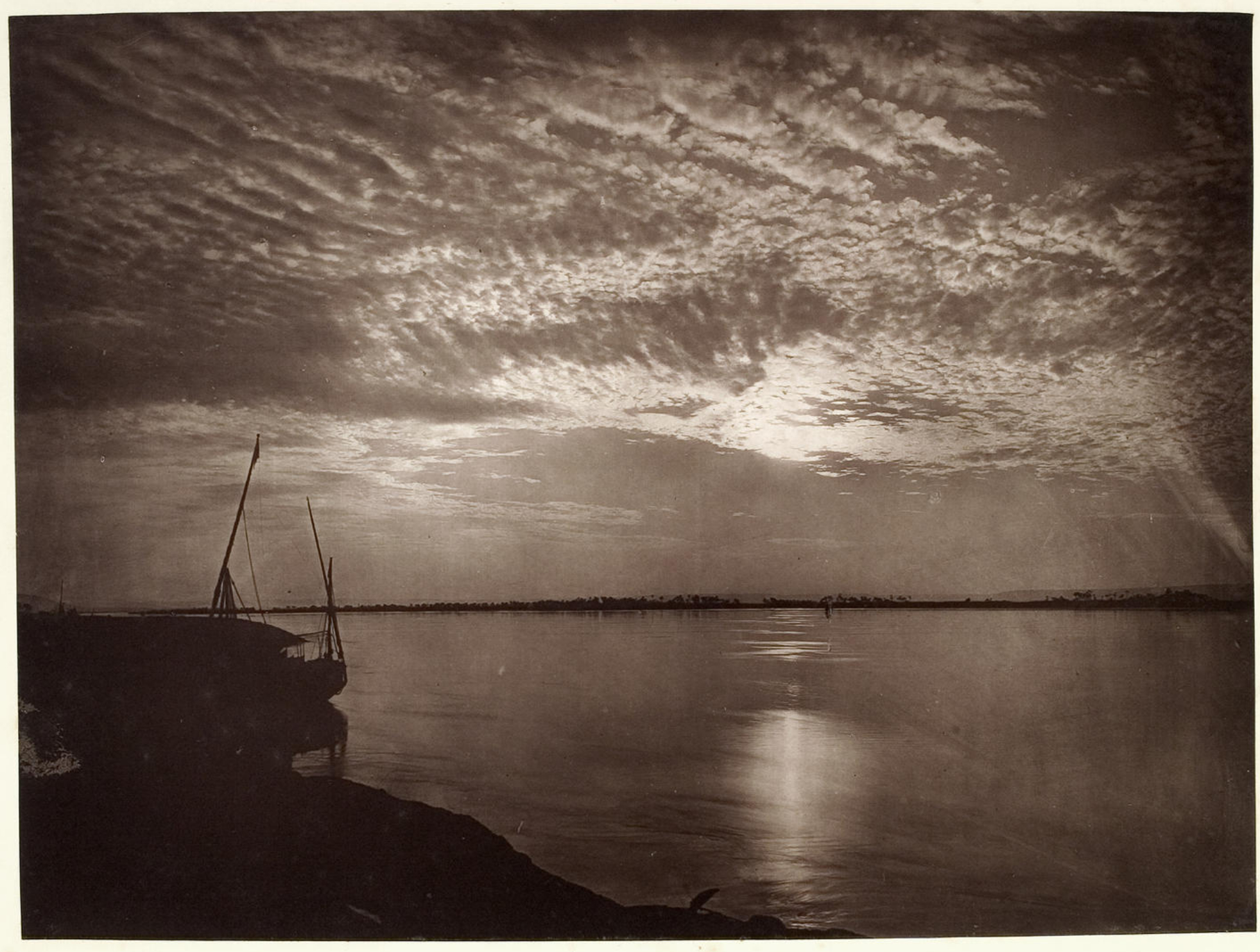
Západ Slunce v Thébách, 1874

Sir William de Wiveleslie Abney (24. července 1843 – 3. prosince 1920) byl anglický astronom, chemik a fotograf.

## Život a kariéra
Abney se narodil v Derby v Anglii jako syn Edwarda Abneyho (1811–1892), vikáře ze St Alkmundu v Derby a majitele domu First Estate School Derby. Navštěvoval školy Rossall School, Královskou vojenskou akademii, Woolwich a roku 1861 nastoupil k Royal Engineers Britské armády, s nimiž několik let sloužil v Indii. Protože chtěl získat poznatky v oblasti fotografování, stal se asistentem chemie na Chathamské škole vojenské techniky.
Abney byl průkopníkem několika technických aspektů fotografie. Jeho otec byl jedním z prvních fotografických průkopníků a přítel Richarda Keena, bývalého fotografa z Derby. Keene se stal blízkým přítelem Williama a jeho bratra Karla Edwarda Abneyho (1850-1914). Oba Abneyho synové se později stali zakládajícími členy společnosti Derby Photographic Society v červnu 1884. Z jeho snah v chemii fotografie vznikly užitečné fotografické produkty a ovlivnil také vývoj v astronomii. Napsal mnoho knih o fotografii, které byly v té době považovány za standardní texty, i když měl pochybnosti o tom, že jeho zlepšení by mělo velký dopad na toto téma.
Abney zkoumal ztmavení negativu v důsledku působení vedlejšího světla. V roce 1874 vyvinul Abney suchou fotografickou emulzi, která nahradila "mokré" emulze. Použil tuto emulzi na egyptské expedici, kdy fotografoval tranzit Venuše přes Slunce. V roce 1880 představil hydrochinon. Abney také vyvinul nové a užitečné typy fotografického papíru, včetně formule pro želatinový chlorid stříbrný roku 1882. V roce 1876 byl zvolen členem Královské společnosti.
Abney prováděl raný výzkum v oboru spektroskopie a vyvinul emulzi citlivou na červenou barvu, která byla použita pro infračervené spektrum organických molekul. Byl také průkopníkem při fotografování infračerveného slunečního spektra (1887) a ve zkoumání slunečního světla v atmosféře.
V roce 1904 královská komise Světového veletrhu v Saint Louis jej ještě společně s Jamesem Craigem Annanem vybrala, aby reprezentovali Británii na International Jury for Photography, Photo-process and Photo-appliances. 
Oženil se dvakrát: nejdříve s Agnes Matildou Smithovou (zemřela roku 1888) a podruhé s Mary Louisou Meadovou.  Zemřel v Folkestone v Anglii.

## Publikace
- Chemistry for Engineers, 1870.
- W. de W. Abney, Instruction in Photography, Londýn, publikoval S. Low, Marston & company, 1900.
- A New Developer, Photographic News, 1880, 24:345.
- W. de W. Abney a E. R. Festing, Intensity of Radiation through Turbid Media, Proceedings of the Royal Society of London, Volume 40, strany 378–380, 1886. Vydal The Royal Society.
- W. de W. Abney a E. R. Festing, Colour Photometry. Part III.Proceedings of the Royal Society of London, Volume 50, strany 369–372, 1891–1892. Vydal The Royal Society.

## Organizace a ocenění
- 1876 člen Královské společnosti
- 1878 získal první Progress Medal společnosti Photographic Society of Great Britain[6]
- 1885 člen Royal Society of Edinburgh
- 1892 - 1894, 1896 a 1903 - 1905 Prezident společnosti Photographic Society of Great Britain aka Royal Photographic Society
- 1893 - 1895 Prezident společnosti Royal Astronomical Society
- 1895 - 1897 Prezident společnosti Physical Society of London
- CB: společník Bathského řádu
- KCB: Rytíř komandér (civilní divize) Bathského řádu (KCB) - oznámený na honorační listině „New Year Honours 1900“ dne 1. ledna 1900,[7] zpřístupněn 16. ledna 1900,[8] a udělený Královnou Viktorií na hradu Windsor dne 1. března 1900.[9]
- Doctor of Science (D.Sc. Honoris causa) od University of Dublin - červen 1902.[10]
- 1909 - 1920 Vice-Prezident společnosti Girls' Public Day School Trust

## Galerie

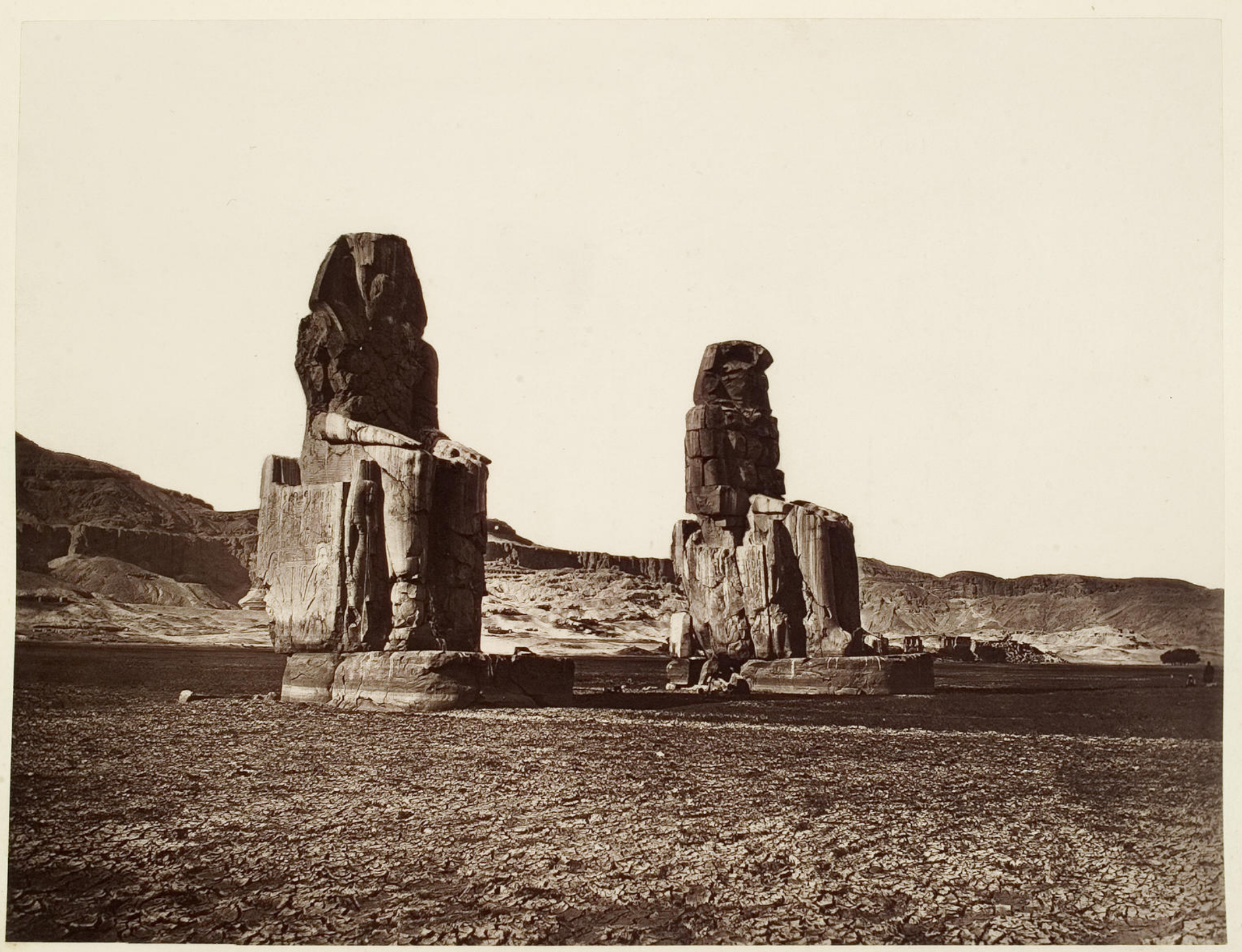
Memnonovy kolosy, 1874
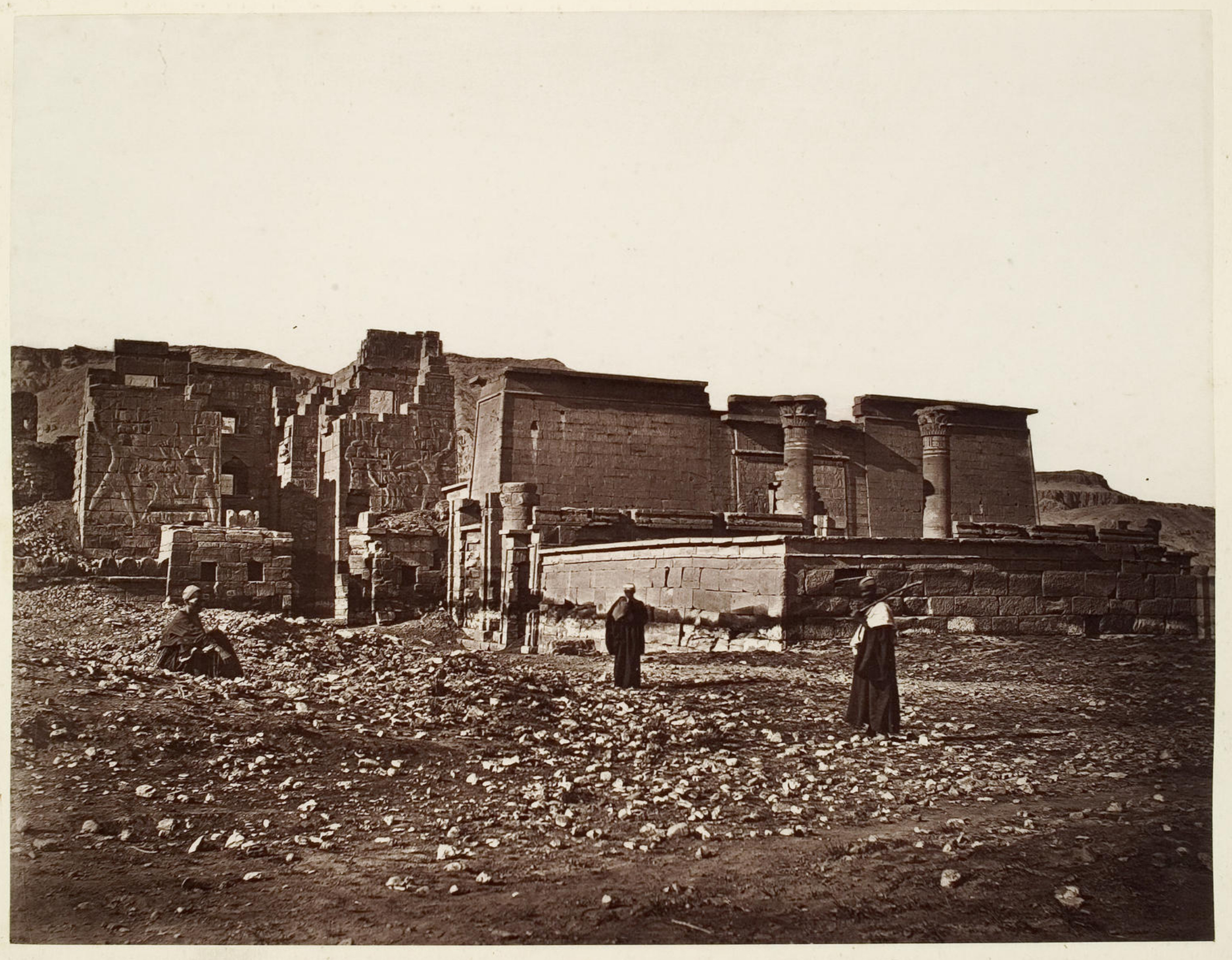
Théby, 1874
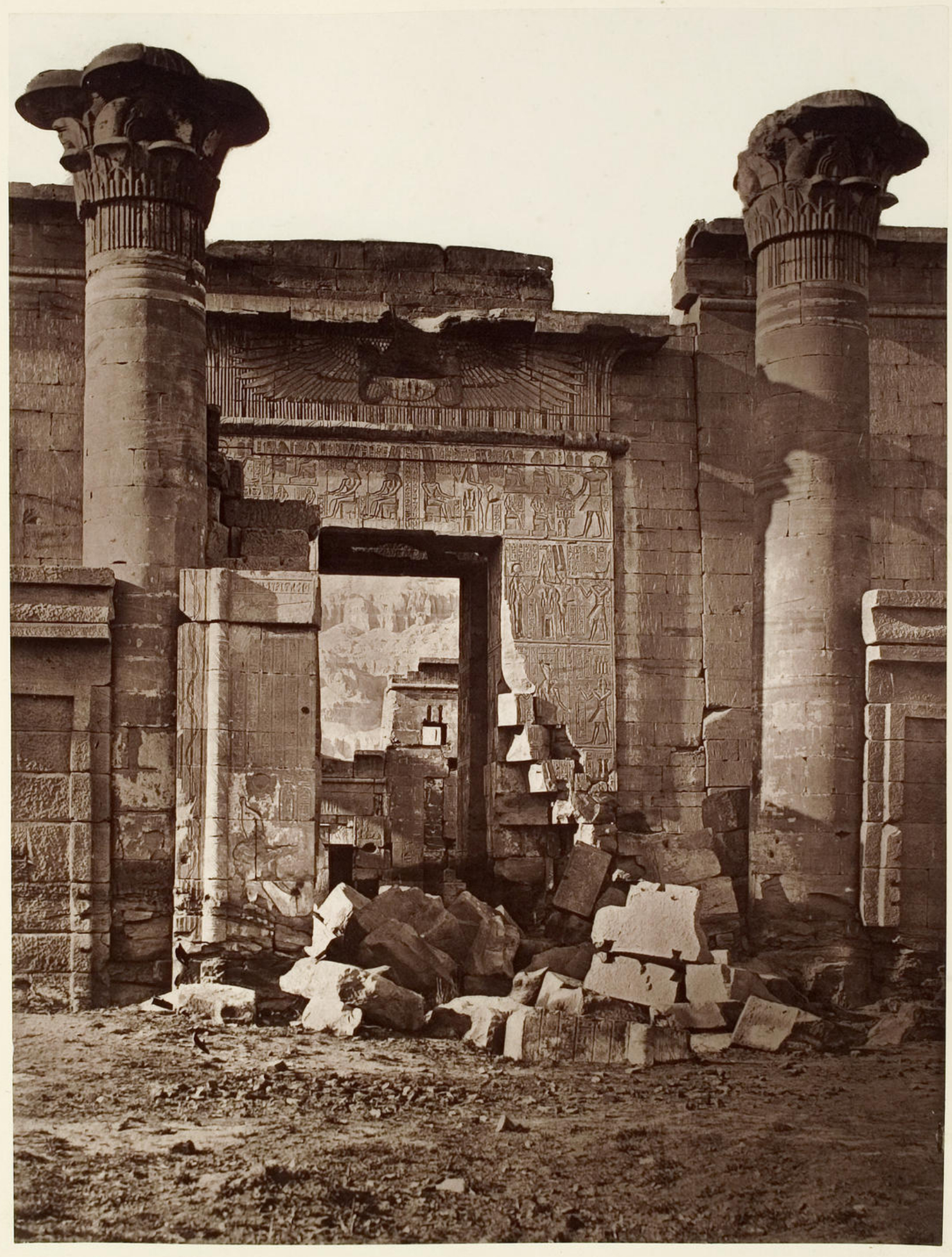
Vstup do Malého chrámu, 1874
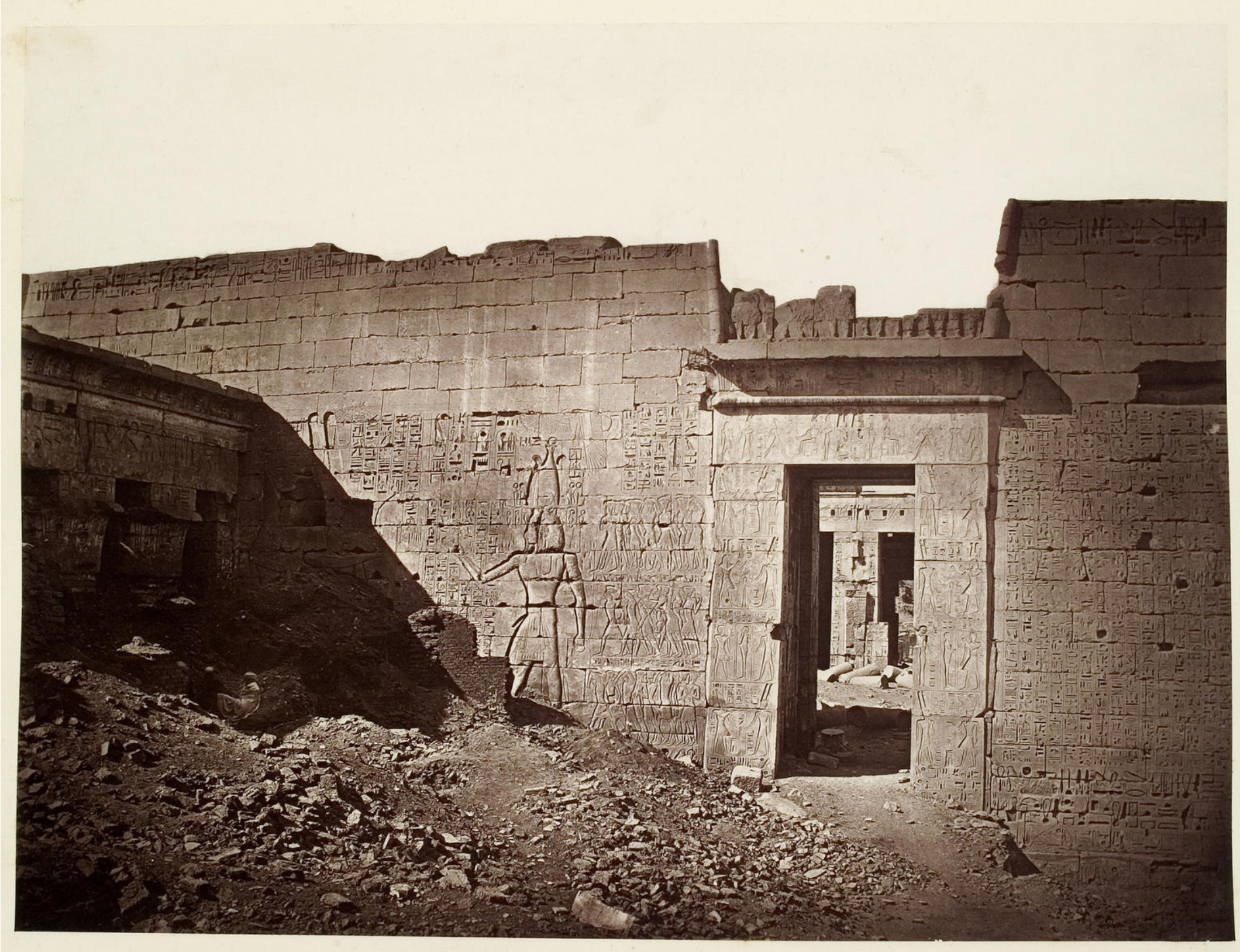
Velký chrám, Théby, 1874
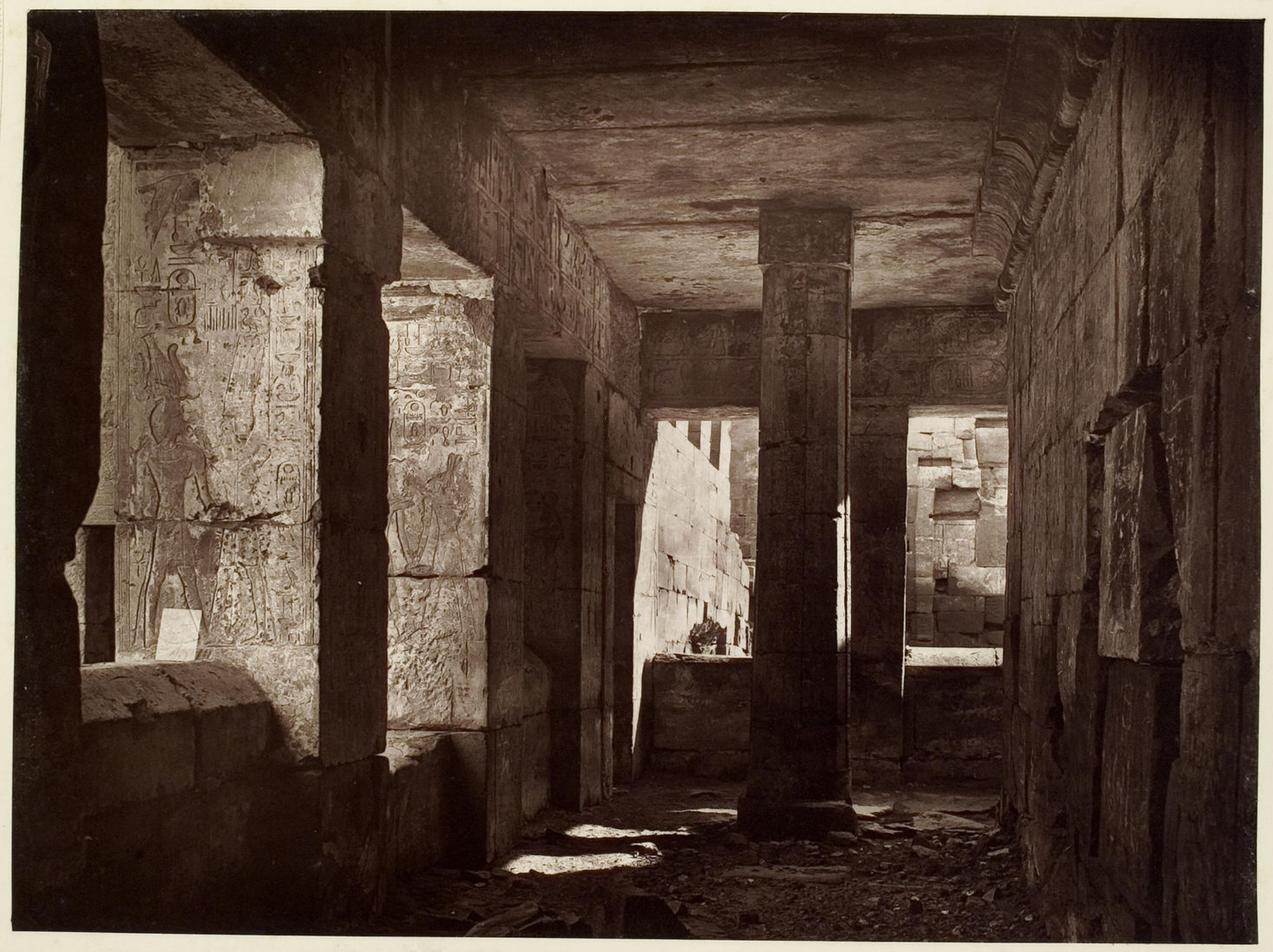
Interiér Malého chrámu, 1874
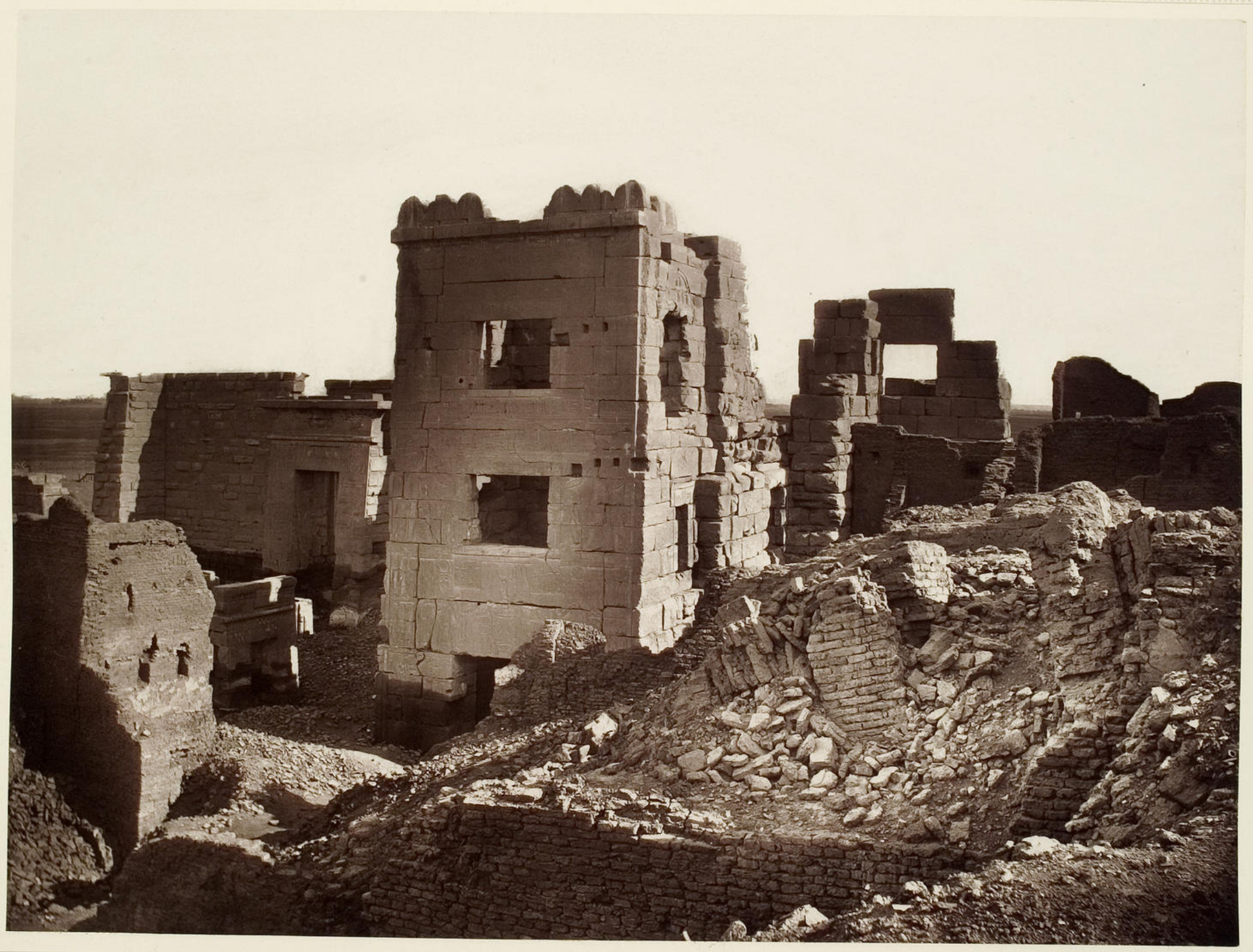
Králův palác
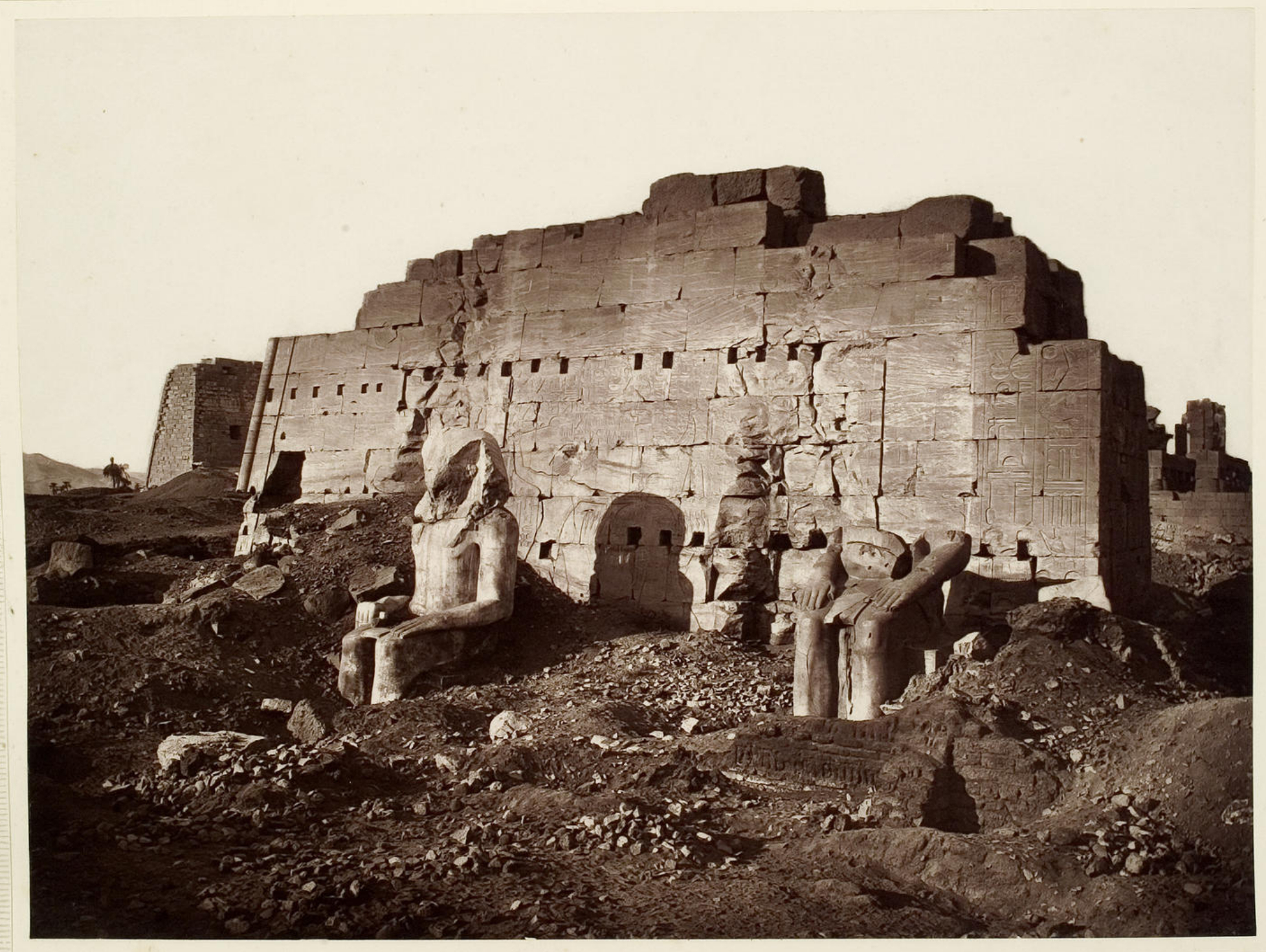
Pylon, Théby
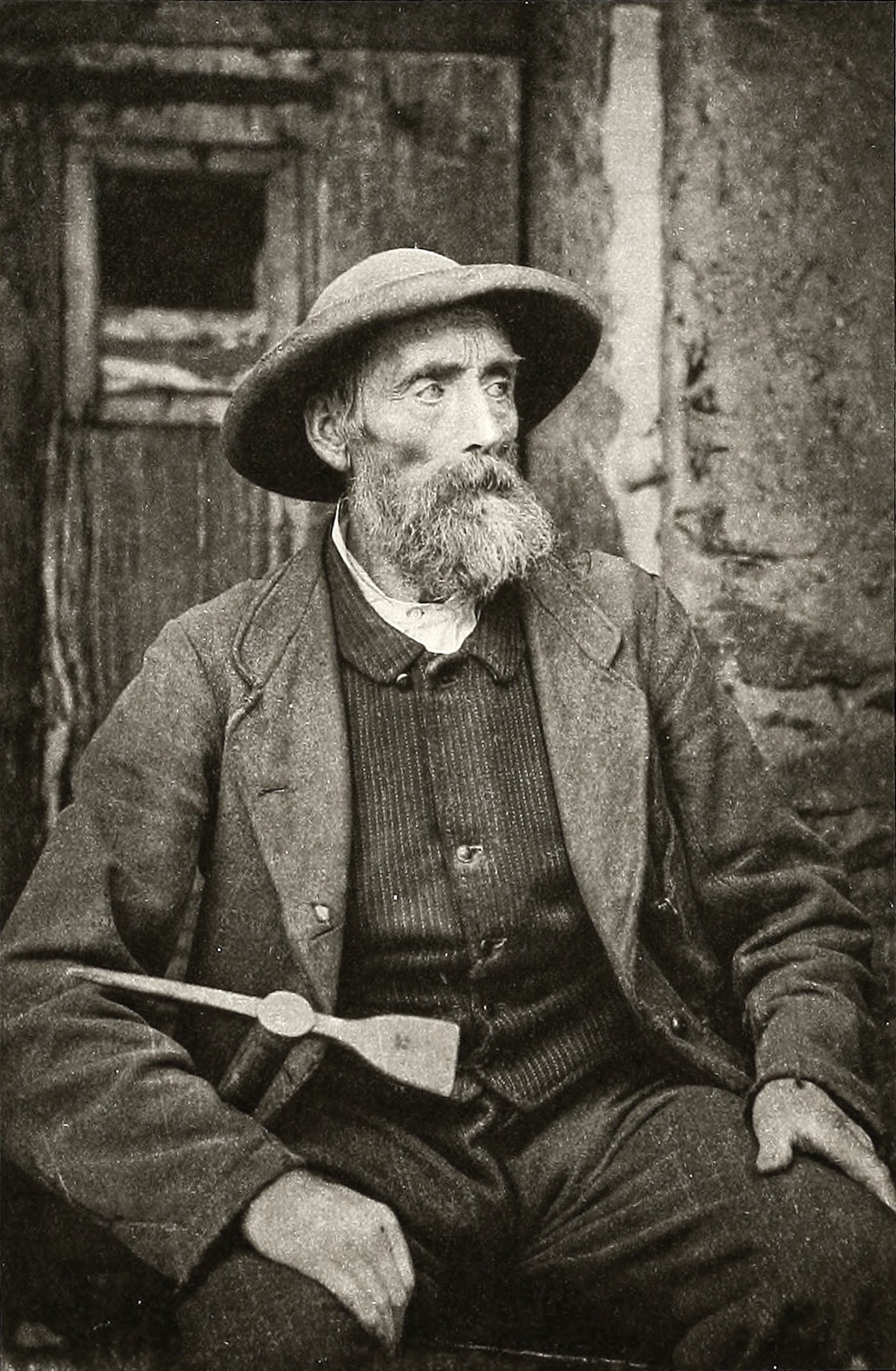
Ulrich Lauener